# SK Baden
SK Baden – austriacki klub szachowy z Baden, dwukrotny mistrz kraju.

## Historia
Klub został założony w 1923 roku. Po II wojnie światowej zespół stał się znaczącą siłą w kraju. W 1947 roku zdobył pierwsze mistrzostwo kraju związkowego Dolna Austria, w latach pięćdziesiątych uzyskano ten tytuł jeszcze siedmiokrotnie. W 1956 roku klub zadebiutował w mistrzostwach kraju – Staatsmeisterschaft – zdobywając drugie miejsce za Linzer SV. W 1960 roku klub zajął trzecie miejsce w mistrzostwach kraju. W 1962 roku klub zajął czwarte miejsce i był to ostatni raz, kiedy SK Baden występował w Staatsmeisterschaft.
Po zmianie formatu ligowego i utworzeniu Staatsligi klub zadebiutował w tych rozgrywkach w sezonie 1989/1990. Uzyskano wówczas trzecie miejsce w lidze. Mimo to klub nie kontynuował następnie rozgrywek w Staatslidze. Od 1997 roku SK Baden występował w Staatslidze B (drugi poziom). W 2006 roku klub wrócił na najwyższy poziom (wówczas Bundesliga), zajmując wówczas ósme miejsce. Rok później klub zdobył pierwszy tytuł mistrzowski. W składzie drużyny znajdowali się wówczas m.in. Bartosz Soćko, Csaba Balogh, Igors Rausis, Sebastian Siebrecht i Igor Štohl. Sezon później klub zdobył wicemistrzostwo, a w latach 2010–2011 zajmował trzecie miejsce. W sezonie 2011/2012 szachiści klubu zdobyli drugie mistrzostwo Austrii, a w 2013 roku uzyskano trzecie miejsce. Sezon 2013/2014 zespół zakończył na dziesiątym miejscu, co oznaczało spadek do 2. Bundesligi.
W latach 2021–2022 i 2024 szachistki klubu wygrały Bundesligę kobiet.

## Arcymistrzowie w historii klubu
- Csaba Balogh[4]
- Mateusz Bartel[5]
- Ołeksandr Bielawski[6]
- Baadur Dżobawa[7]
- Pawło Eljanow[6]
- Sergey Erenburg[8]
- Boris Gelfand[9]
- Alojzije Janković[7]
- Georg Meier[5]
- Viktor Láznička[8]
- / Igors Rausis[8]
- Róbert Ruck[7]
- Sebastian Siebrecht[9]
- Bartosz Soćko[4]
- Igor Štohl[4]
- Dawit Szengelia[6]
- Maksim Turow[5]
- Ilja Zaragatski[10]